# Baganigerekaval, Magadi
Baganigerekaval là một làng thuộc tehsil Magadi, huyện Ramanagara, bang Karnataka, Ấn Độ.